# Pappankurichi
Pappankurichi é uma vila no distrito de Tiruchirappalli, no estado indiano de Tamil Nadu.

## Demografia
Segundo o censo de 2001,  Pappankurichi  tinha uma população de 20,439 habitantes. Os indivíduos do sexo masculino constituem 50% da população e os do sexo feminino 50%. Pappankurichi tem uma taxa de literacia de 78%, superior à média nacional de 59.5%: a literacia no sexo masculino é de 82% e no sexo feminino é de 73%. Em Pappankurichi, 10% da população está abaixo dos 6 anos de idade.